# Caselle Lurani
Caselle Lurani är en ort och kommun i provinsen Lodi i regionen Lombardiet i Italien. Kommunen hade 2 984 invånare (2018).